# 語音同化
語音同化（英語：Assimilation）屬於語流音變（或稱連讀音變）的一種。單個的讀音在語流之中，或被前後的音素所影響，或因為快慢高低等不同，而與單獨存在時不同，這種現象就稱為語流音變，而語音同化就是常見的一種語流音變。語音同化是一個語言學的現象，為了便於發音，鄰近的音共同性增強，兩個或以上的發音會變得與彼此更為相近或甚至相同，並且使得某個語音學上的音系特徵更加彰顯。未產生變化的音稱為「同化音」，產生變化的音則稱為「被同化音」。舉例來說明，當說話的速度很快的時候，英文母語使用者在發出  會更相似於  ；而  的  最後的  音不如  的  發音來的完整。語音同化發生會與講話的方式以及速度有極大的關係：比起語速慢且仔細的談話裡，語音同化更常發生在速度快而且平常的對話中。
它可以是共時性的抑或者是歷時性的，意即同一時間點上語音的互相影響與改變、或者是歷史演變所導致語音上的改變，皆是有可能導致語音同化現象發生的成因。歷時性的例子，拉丁語的轉換為法語的。
語音同化可能發生在一組詞語的內部，也可能發生在句子當中前後兩個相鄰的詞語之間。
與語音同化相反的是語音異化（英語：dissimilation），原本相同或相近的兩個音，為避免發音上的困難，其中一個音受到另外一個的影響而變得不相同或不相近，音的差異性增強，這種現象就稱之為語音異化。普通話的「三聲變調」現象即是一例。
各種語言當中都普遍存在著同化現象，並非單一語言所特有。
 語源來自於拉丁文，意思為「與相似」。

## 概念
在產出語言時，說話者並不是只發出單個音而是同時在進行與準備許多音，這些音段互相重疊、交互影響，由於他們發音方法或發音部位的差異，發音時在極短時間内改變發音方法或部位較困難，其中一個音位受另一个音位的影響，變成與它相同或相近的音位，形成了語音的同化現象。同化現象不只可以發生在兩個詞的邊緣，也能發生在同一個詞的內部。在語音學上，語音同化的理論是某個音作為觸發者而使得周圍的音與之靠攏
，使得某個音獨特的特色在整個段落裡更加明顯。某個音獨特的特色可能起初只限於單一個音素，但是隨著同化現象的發生，這個特色也漸漸地擴大到其他的音素。
同化現象發生的原因還不能被具體說明，但流暢度、效率以及語言的語音模式、說話風格和口音是導致這些變化的某些因素。
語音同化發生的形式可以分為幾種，依據兩個同化的音是否相鄰或是相隔一個音以上，也可以依據被影響的順序關係進行分類。
- 依照兩者距離，可分「鄰近同化」、「遠距同化」。
- 依照變化型態，可分「順行同化」、「逆行同化」。

鄰近同化是相鄰的音互相影響；而遠距同化則是相隔一個音素以上的互相影響。順行同化是指某個音因為接下來要發出的音而變化；逆行同化則是因為前面的音影響導致後面的音發生改變。雖然四種同化現象都可能發生，但鄰近同化是最常被觀察到的，也是所有同化現象中佔比最大的。
逆行同化又比順行同化更為常見。
清濁同化是被同化音的清濁屬性發生清化或濁化，變得和同化音一致。
同化的形式又可分為完全同化以及部分同化。若同化音和被同化音變得完全相同，就是完全同化;若只是使發音部位一致，發音方法沒有完全相同，就是部分同化  。
| 同化現象 | 舉例（英文）                                                                                 |
| -------- | -------------------------------------------------------------------------------------------- |
| 順行同化 | on the house，the 受到前面的 on 影響 [ɑn ðə 'haʊs] → [ɑn nə 'haʊs]。                         |
| 逆行同化 | white pepper，t 被後面的p影響而有同化現象發生， [waɪt 'pepə] → [waɪp 'pepə]。                |
| 交互同化 | raise your glass，['reɪz jɔ: 'glɑ:s] → ['reɪʒ ʒɔ: 'glɑ:s]，raise和your產生了交互同化的現象。 |
| 部分同化 | ten bikes，n受到後面的b影響，因此聽起來近似於[tem baiks]，這樣便是部分同化的現象。           |
| 完全同化 | ten mice，n受到後面的m影響，因此聽起來比較近似於[tem mais]，就是完全同化的現象。             |

## 舉例

### 逆行同化
逆行同化又稱逆同化（anticipatory assimilation）。
1. 日文：3[saɴ] / 3台[sandai] / 3杯[sambai] / 3階[saŋgai]  [11]
被同化音[n]因應不同的後綴，做出不同的改變，在3杯時變成雙唇鼻音[m]，在3階變成軟顎鼻音[ŋ]
2. 韓文：
  1. 國[kuk]+民[min]→[kuŋmin] [11]
  2. 雜[tɕap]+念[njɔm]→[tɕamnjjɔm][11]
3. 現代標準漢語：
  1. 難[nan] 免[miɛn]→難免[nam miɛn][12]
  2. 麵[miɛn] 包[pau]→麵包[miɛm pau][6]
  3. 門[mən] 面[miɛn]→門面[məm miɛn][6]

### 順行同化
順行同化又稱順同化（perseverative assimilation）。
1. 英文
  1. dog[dɔg]+s[s]→[dɔg][z][6]
  2. look[luk]+ed[d]→ looked[lukt][6]
2. 法文
  1. subsister[sybsiste→sybziste][12]
3. 閩東語福州話
  1. 公家 [kuŋka→kuŋŋa][4]

### 鄰近同化
鄰近同化（contiguous assimilation）：
1. 中文：
  1. 難[nan] 免[miɛn]→難免[nam miɛn]
  2. 麵[miɛn] 包[pau]→麵包[miɛm pau]
  3. 門[mən] 面[miɛn]→門面[məm miɛn]
2. 英文：
  1. look[luk]+ed[d]→ looked[lukt]
3. 韓文：
  1. 國[kuk]+民[min]→[kuŋmin]
  2. 雜[tɕap]+念[njɔm]→[tɕamnjjɔm]

### 遠距同化
遠距同化（distance assimilation）：
- 原始印歐語 /*penkwe-/（五） →出現在拉丁語裡不是/*pinkwe/，而是qvinqve /kwinkwe/[1]
- 瑞典语 mus 的复数形式为 möss，源于 *mūsiz，其中 i 同化 ū 使其成为前元音，之后 i 消失。

### 完全同化
1. 中文
  1. 民[min] 盟[meng]→民盟[mim meng]
  2. 難[nan] 免[miɛn]→難免[nam miɛn]
2. 俄文
  1. отдать[ʌtdaȶ]→[ʌddaȶ] （意思：交出）[12]

### 部分同化
1. 中文
  1. 麵[miɛn] 包[pau]→麵包[miɛm pau]
  2. 分[fən] 配[pei]→分配[fəmpei][6]
2. 英文
  1. conquest [kɔnkwest → kɔŋkwest][12]
3. 日文
  1. 3[san] → 3階[saŋgai]/3杯[sambai]

### 清濁同化
- dog[dɔg]+s[s]→[dɔg][z] 
原本是清音的[s]受到前面濁音的[g]影響，自己也變成了濁音的[z]
- look[luk]+ed[d]→ looked[lukt]  
濁音的[d]受到前面清音[k]的影響，變成了清音的[t]
- width[widθ→witθ]
濁音的[d]受到後面清音[θ]的影響，變成了清音的[t]